# Чесма Краљице Наталије
Чесма Краљице Наталије је била прва јавна чесма подигнута 1883. године у Нишу, на тадашњем Арнаут пазару.

## Одлука и постављање чесме
Нове градске власти на петогодишњицу ослобођења Ниша од Турака 1883. године донеле су одлуку да се подигне чесма на Арнаут пазару, некадашњој главној пијаци, која се налазила на простору данашњег Трга Павла Стојковића и Kраља Александра, од средине 18. па све до средине 20. века. Место чесме је одредио Франц Винтер, аутор првог Регулационог плана вароши Ниш из 1879. године. У то време, пијаца се налазила на крају града, а за чесму је каптиран природни извор.
Грандиозну гранитну чесму, која је била је доста већа од данашње, исклесао је италијан каменорезац Јозеф Бенедето, који је у Нишу радио и на пословима изградње железнице од Београда до Ниша. Чесма је брзо постала препознатљива у народу као „Наталијина чесма“, јер је била посвећена краљици Наталији, супрузи краља Милана и мајке будућег краља Александра. После развода Наталије и Милана, а у складу са новонасталим околностима, на чесму је 1896. године постављена нова мермерна плоча са натписом у спомен на генерала Лешјанина, ослободиоца Ниша који је те године умро. На том месту била је све до Првог светског рата, када је у време бугарске окупације једноставно нестала и не зна се шта је било са њом. Негде пред почетак Другог светског рата и пијаца се лагано угасила, а на том месту касније су се оформила два нова трга са именом Трг Павла Стојковића, првог председника комунистичке нишке општине и Трг ЈНА.

## Обнова чесме
Чесма је обновљена и поново постављена 2003. године на Тргу Павла Стојковића. Задржала је стари назив, али је не толико монументална и грандиозна. Пројекат изворног изгледа чесме урадиле су архитекте Милорад Војиновић и Сима Гушић, док је коринтски капител, декоративну пластику урадио нишки академски вајар Иван Фелкер.